# Hernando Pizarro
Hernando Pizarro (ur. 1502, zm. 1578) – hiszpański konkwistador. Młodszy brat Francisca i starszy brat Juana i Gonzalo Pizarro.
Hernando Pizarro urodził się w Trujillo w Estremadurze. Był synem kapitana Gonzalo Pizarro i jego żony Isabel de Vargas. Walczył ze swoim ojcem we francusko-hiszpańskiej wojnie o Nawarrę jako kapitan.
Hernando wyruszył na podbój Peru podczas drugiej wyprawy w to miejsce w roku 1528 na polecenie swego brata gubernatora Francisco Pizarro. Uczestniczył w bitwie pod Cajamarcą, która była wówczas siedzibą inkaskiego władcy Atahualpy. Był też jednym z pierwszych konkwistadorów, któremu przypadł zaszczyt rozmowy twarzą w twarz z boskim królem Inków. Po zniewoleniu Atahualpy Hernando poznał go bliżej i był pod wrażeniem jego inteligencji i sprytu. Inkaski król do tego stopnia mu zaimponował, że zaprzyjaźnili się ze sobą, a Hernando przyrzekł mu, że nie pozwoli go skrzywdzić. Grywali razem w szachy (Hernando nauczył grać Atahualpę), a ponieważ Atahualpa był doskonałym strategiem, z czasem wygrywał wszystkie partie. Gdy Hernando został wysłany przez Francisco do Hiszpanii, aby zawieźć królowi Karolowi V dary w postaci złota i srebra, Atahualpa załamał się, gdyż był pewny, że po jego odjeździe zostanie zgładzony. Błagał Hernanda, by zabrał go ze sobą do Hiszpanii, ten jednak nie mógł tego zrobić. Gdy odjechał, Atahualpa istotnie został zabity z powodu plotek, iż jakoby szykował powstanie przeciwko Hiszpanom. Oczywiście plotki te nie potwierdziły się, dlatego Hernando, gdy dowiedział się o śmierci przyjaciela, był załamany.
Podczas dwuletniego pobytu w Hiszpanii Hernando dyskutował z królem na temat dalszych losów konkwisty. Król nakazał wówczas, aby z nowym królem utrzymywać dobre stosunki, aby dostarczył jak najwięcej złota i kosztowności. Nowym władcą stał się Manco Inca, następca Atahualpy. Po powrocie do Peru okazało się, że Hiszpanie z Cajamarki przenieśli się do pałaców w dopiero co zdobytym Cuzco. Manco Inca, którego Francisco Pizarro wyniósł na tron Inków i który pomógł mu w zdobyciu miasta z rąk swojego własnego brata, zbuntował się i uciekł. Miał bowiem dość bycia marionetką w rękach Hiszpanów, tym bardziej, że pod nieobecność Francisca był źle traktowany przez najmłodszych braci Pizarro. Został jednak schwytany podczas ucieczki przez Juana i uwięziony. Hernando uwolnił go i zaprzyjaźnił się z nim, stosując się do instrukcji króla Karola. Dawał mu wiele swobody, jadali razem przy jednym stole i wznosili razem toasty. Przyjaźń ta była jednak fałszywa zarówno z jednej, jak i z drugiej strony, ponieważ Manco Inca musiał zwozić do Cuzco coraz więcej złota, a za plecami Hiszpanów organizował zbrojne powstanie całego imperium. Hernando jednak na tyle zaufał Mance, iż pozwolił mu opuścić Cuzco na kilka dni wraz z całą swoją świtą. Ta spektakularna ucieczka Manca była największą porażką taktyczną Hernanda, gdyż już w kilka dni później w kwietniu 1536 roku wybuchło największe powstanie w ówczesnym Nowym Świecie, w którym zginął Juan Pizarro.
W rok później Diego de Almagro powrócił z nieudanej wyprawy do Chile, który nie brał udziału w rozdziale majątków i ziem. Poczuł się tym niedoceniony, wręcz oszukany, dlatego wszczął bunt przeciwko braciom Pizarro. Zażądał od Hernando przekazania Cuzco, a gdy ten się nie zgodził, szturmem przejął miasto, a Hernando i Gonzalou więził. Po czasie Gonzalo uciekł, a Hernando został wskutek negocjacji z Francisco uwolniony. Nie odpuścił jednak i pokonał Almagro w bitwie pod Las Sallinas w roku 1538, w dwa miesiące później skazał go na karę śmierci. Hernando przez cały okres podboju inkaskiego imperium trwał w konflikcie z Diego de Almagro z dość błahego powodu, mianowicie Hernando zwierzył się pewnego razu Almagrowi, iż jest zmartwiony, ponieważ nie może dać swym dwóm giermkom koni potrzebnych do wyprawy do Peru. Almagro zapewnił go, że sam dostarczy te konie i żeby Hernando martwił się jedynie o swego własnego. Dał mu na to swoje słowo, którego ostatecznie nie dotrzymał. Hernando wyzwał go więc od oszustów i krętaczy. Ta sytuacja była powodem, dla którego między konkwistadorami zawsze trwał spór.
Wiadomość o tych wydarzeniach dotarła na dwór króla Karola V, który był oburzony samosądem jaki Hiszpan dokonał na swoim byłym partnerze. Wezwał go z powrotem do Hiszpanii. Hernando był przekonany, że przywożąc ze sobą peruwiańskie złoto uniknie kary gdyż zdoła tym przekupić króla. Wyjeżdżając ostrzegł brata, przed synem almagritas, którzy będą skłonni pomścić śmierć swego dowódcy, jednak Francisco go nie posłuchał i wkrótce zginął z ich rąk. Hernando po powrocie do Hiszpanii został aresztowany zanim zdążył zejść ze statku. Skazany przez króla spędził dwadzieścia lat w więzieniu w zamku La Mota w Medina del Campo, z którego wyszedł w 1561 roku jako ślepy, zgarbiony, siwowłosy starzec podpierający się laską. Jak się później okazało, to list Alonzo de Guzmána do króla, w którym łgał przeciwko Hernando, był głównym powodem decyzji monarchy.
Po wyjściu z więzienia Hernando poślubił swoją nastoletnią bratanicę Franciscę, córkę Francisco Pizarro i Indianki doñi Inés, która urodziła mu dwóch synów, jednak miał również syna i córkę z nieprawego łoża. Zmarł w roku 1578 w Trujillo, gdzie pod koniec życia wzniósł ogromny pałac rzeźbiony wizerunkami swojej rodziny. Był jednym z najbogatszych Hiszpanów w ówczesnym świecie.